# Day & Age
Day & Age er det 4. album fra amerikanske rockband The Killers, udgivet den 18. november 2008 af Island Records. Det er The Killers' 3. studiealbum.
Brandon Flowers (bandets sanger og keyboardspiller) erklærede, at det er bandets "mest legende plade". Fra maj 2015 Day & Age havde solgt tre millioner eksemplarer over hele verden. Efter udgivelsen af albummet gik bandet i gang med Day & Age World Tour.

## Spor
Albummet består af følgende sange.
1. "Losing Touch"
2. "Human"
3. "Spaceman"
4. "Joy Ride"
5. "A Dustland Fairytale"
6. "This Is Your Life"
7. "I Can't Stay"
8. "Neon Tiger"
9. "The World We Live In"
10. "Goodnight, Travel Well"